# José Longoria Carbajal
José González Longoria Carbajal (Grado, 29 de abril de 1827- Oviedo, 30 de septiembre de 1910) fue un médico, filósofo y político español.

## Biografía
Después de cursar Filosofía en la Universidad de Oviedo, inició en la Universidad Central la carrera de medicina, de la cual se licenció en Santiago y, poco después, pasó a ejercerla en Grado como médico titular. Su gran amigo, el marqués de Gastañaga, que conocía las aptitudes médicas y políticas de Longoria, consiguió traerlo a Oviedo, donde ejerció unas y otras con gran celebridad: las primeras, como tocólogo; las segundas, como conservador.
Fue caballero gran cruz de la Orden de Isabel la Católica, caballero de la Orden de Carlos III y poseía la cruz del Mérito Militar blanca de segunda clase, y la cruz de la Orden Civil de la Beneficencia; jefe superior honorario de administración civil, prediente de la Cruz Roja, comisario regio-presidente del consejo provincial de agricultura, industria y comercio; socio honorario de varios institutos y academia médicas, doctor honoris causa de la Universidad de Filadelfia, diputado provincial en el periodo 1878-79 (cargo que renunció). Perteneció veinte años a la corporación municipal de Oviedo, de la cual fue alcalde-presidente durante más de quince, de tal modo que, cuando el 1º de julio de 1895 se hizo cargo de la alcaldía, era ya la décima vez que ejercía esa designación.
Durante su mandato se realizaron diferentes obras, tales como la apertura y urbanización de las calles de Campomanes, Uría, Fruela y la plaza que lleva su nombre; la construcción de los mercados cubiertos en las plazas del 19 de octubre y del Progreso, los desaparecidos mercados de ganados y matadero de San Lázaro, el cementerio del Salvador, edificios para escuelas, lavaderos, el teatro Campoamor, la reorganización de los servicios de limpieza y de incendios, la creación de la Casa de Socorro, la organización de una buena banda municipal de música, el embellecimiento del Campo de San Francisco en el que instaló fuentes y el desaparecido lago que hubo donde el actual estanque, así como otras numerosas obras.
Bajo su alcaldía, se encargó a Pérez de la Sala el proyecto de conducción de aguas de los manantiales de Boo, Ules, Lillo y Fitoria, y para conmemorar la conclusión de esta traída, se construyó la Fuentona del Bombé, en la que fueron grabados los nombres de aquellos manantiales y en la que también colocó el municipio una lápida de más de dos metros con esta inscripción, desaparecida hace ya muchos años: "se inauguró solemnemente esta obra y fueron bendecidas las aguas por el ilustrísimo señor obispo, siendo alcalde don José Longoria Carbajal en 21 de septiembre de 1875".
En Villafría tenía Longoria una magnífica finca y residencia. Allí se conserva la capilla en cuyo frontispicio puede leerse en letras de hierro: "Capilla de San José - Se hizo a expensas de don José Longoria Carbajal. Año de 1872". En aquella finca recibió a la infanta Dª Isabel, hermana de Alfonso XII, rey al que también cumplimentó las dos veces que estuvo en Oviedo.
Longoria fue sepultado en su capilla de Villafría. En el Ayuntamiento de Oviedo se conserva su retrato.